# وادي إيا
وادي إيا (祖谷 Iya) في محافظة توكوشيما، اليابان هي منطقة ذات مناظر خلابة معروفة بوديها الجبلية ومزارعها ذات الأسقف المصنوعة من القش وجسور الكرمة التاريخية. وعلى الرغم من تحسن الوصول إليها في السنوات الأخيرة، إلا أن وادي إيا والأجزاء الداخلية من شيكوكو كانت تاريخيًا بعيدة ويصعب الدخول إليها. ويقال إن أفراد عشيرة تايرا (المعروفة أيضًا باسم عشيرة هايكي) دخلوا المنطقة بعد خسارة حرب جينبي أمام عشيرة ميناموتو في أواخر القرن الثاني عشر.
أصبح وادي إيا وجهة سياحية شهيرة بشكل متزايد بسبب بيئته الطبيعية وكونه أحد آخر الآثار القليلة لليابان القديمة. وفي حين يتمتع الجزء الغربي من الوادي (نيشي-إيا) بإمكانية الوصول إلى الطرق والإقامة السياحية بشكل جيد، فإن الجزء الشرقي (هيجاشي-إيا أو أوكو-إيا ) لديه طرق وصول أقل. ولا تزال العديد من جسور الكرمة تمتد عبر الوادي وأصبحت من مناطق الجذب السياحي.

## أصل كلمة إيا
أصل اسم إيا غير واضح. وفقًا للباحث التاريخي الياباني الشهير كونيو ياناغيتا، فإن مصطلح "إيا" أو "أويا" كان يستخدم منذ زمن سحيق للإشارة إلى منطقة الوادي الجبلية هذه. قد يُترجم هذا المصطلح إلى "سلف" أو "روح الجبل/الأرض" (في التقاليد اليابانية، تسكن أرواح أسلاف المرء في الجبال). ومع ذلك، نظرًا لأنه مصطلح صوتي ويسبق تقديم الأحرف الصينية، فإنه يظل غير مؤكد.
وفقًا لكونيو ياناغيتا، عند تقديم الأحرف الصينية، تم اختيار أحرف كانجي 祖谷 ("إيا")، والتي تُترجم إلى "وادي الأسلاف" لأنها تتطابق مع المعنى والصوتيات.

## التاريخ
إن عزلة وادي إيا جعلته مخبأً مشهورًا لمحاربي الساموراي المهزومين وغيرهم من اللاجئين على مر القرون. كان أكثر سكان المنطقة شهرة هم أعضاء عشيرة تايرا الذين يُعتقد أنهم سعوا إلى اللجوء إلى الوادي بعد مواجهتهم للهزيمة في حرب جينبي (1180-1185) لعشيرة ميناموتو، الذين ذهبوا لتأسيس شوغونية كاماكورا في أواخر القرن الثاني عشر. يوجد في إيا عدد من جسور الكروم، والتي يُقال إنها تم إنشاؤها في البداية بواسطة تايرا ويمكن العثور عليها في أجزاء من الوادي.

## الجغرافيا
تتدفق عدة أنهار عبر منطقة وادي إيا، لكن نهر إيا هو النهر الرئيسي. يتدفق من الشرق إلى الغرب، عبر وادي إيا بالكامل. يقع جبل تسوروجي، ثاني أعلى قمة في جزيرة شيكوكو، في الجزء الشرقي من وادي إيا على طول الحدود مع مدينة تسوروجي. تبدأ منابع نهر إيا بالتدفق من ينابيع الجبل، بعضها على ارتفاعات تصل إلى 1800 متر. يتبع وادي إيا النهر لحوالي 50 كم إلى قرية إياغوتشي في منطقة ياماشيرو بمدينة ميوشي حيث ينضم إلى نهر يوشينو على ارتفاع حوالي 90 مترًا.
كان وادي إيا مقسمًا سابقًا إلى قريتين محددتين، إيست إيا وإيست إيا. في الأول من مارس 2006، اندمجت القريتان مع بلدات محلية أخرى لتشكيل مدينة ميوشي. محليًا، لا يزال يُشار إلى القريتين السابقتين باسميهما القديمين، "نيشي-إيا" (غرب إيا) و"هيجاشي-إيا" (شرق إيا).
يُشار إلى الروافد السفلية لوادي إيا باسم مضيق إيا. هذه المنطقة غير متطورة وغير مأهولة بالسكان في الغالب. يمر الطريق الأصلي المؤدي إلى وادي إيا عبر هذه المنطقة (الطريق 32) وتم بناؤه بين عامي 1902 و1920. ورغم وجود نفق حديث يربط الآن الوادي المركزي بأوبوكي (مما يسمح بالوصول السريع والسهل إلى المناطق الرئيسية في وادي إيا)، إلا أنه لا يزال من الممكن اتباع الطريق القديم، وهو في الغالب طريق ذو حارة واحدة عبر الوادي (يُطلق عليه "طريق إيا السريع"). وعلى بعد نصف الطريق تقريبًا على طول هذا الطريق المنحدر الذي يبلغ طوله 20 كيلومترًا يوجد تمثال الصبي المتبول الذي أقيم تكريمًا للأولاد الصغار الذين قضوا حاجتهم من هذا المنحدر المرتفع.

## الثقافة

### الطعام
- الزراعة

تعتمد العروض التقليدية للطهي في الوادي على قطع الأراضي الزراعية الصغيرة المتدرجة التي تتسلق التلال عبر قرى الوادي. يتم استخدام عدد قليل من الأدوات الميكانيكية على الرغم من أن بعضها يحتوي على آلات حرث صغيرة يتم دفعها يدويًا. السماد الرئيسي هو عشب سوسوكي (يُسمى أيضًا كايا) والذي يستخدم أيضًا كقش للسقف. يتم حصاد هذا العشب في منتصف الخريف وتجميعه في أهرامات صغيرة حول الحقول لاستخدامه في الربيع.
- الحبوب والخضروات

يتم إنتاج أنواع مختلفة من الخضروات للاستهلاك المحلي أو استخدامها في نزل الوادي. تاريخيًا، كان الأرز يُزرع ولكن ثبت أنه من الصعب زراعته بكثرة. المواد الغذائية الأساسية هي السوبا (الحنطة السوداء) والبطاطس. يتم تحضير السوبا إما كعصيدة من الحبوب الكاملة (سوبا-جوم) أو كشعرية. حتى يومنا هذا، يتم طحن الشعرية يدويًا في هاون حجري تقليدي في بعض الأسر، ويقدم العديد من الأشخاص في الوادي دروسًا.
تتميز بطاطس إيا الشهيرة بصغر حجمها وكثافتها بسبب التربة الخشنة والصخرية. وعادة ما يتم تقديمها مشوية أو في الحساء، ويتكون الطبق المحلي من بطاطس مسلوقة كاملة مخلوطة بمعجون ميسو والثوم.
وتشمل الأطعمة الأخرى التوفو المنتج محليًا -وهو أمر غير معتاد في اليابان- ويطلق عليه السكان المحليون اسم إيشي توفو أو إيوا دوفو والذي يعني حرفيًا "توفو الحجري". ويستمد اسمه من كثافته السميكة. وهو صلب لدرجة أن قطعة بحجم الطوب كانت تحمل تقليديًا بحبل واحد ملفوف حولها. يتم تحضيره في الحساء، أو مشوي على الفحم مع معجون ميسو، أو تقديمه نيئًا مع الزنجبيل المطحون والبصل الأخضر وصلصة الصويا.
كونياكو هو طعام شهي آخر يتم إنتاجه محليًا وهو عبارة عن جيلاتين مطاطي يتم إنتاجه من البطاطا اليابانية. وهو مشهور بخصائصه الطبية والصحية، ويتم تقديمه في الحساء، محمصًا أو نيئًا مع معجون ميسو.
تتكون وجبة خفيفة شائعة في هذه المنطقة تسمى ديكوماواشي من بطاطس إيا كاملة ومربع من ايوادوفو وإسفين من كونياكو كلها مشبوكة معًا على عصا من الخيزران، ثم تُغطى بالميسو وتُشوى ببطء على الفحم. يمكن العثور على هذه في المحلات التجارية على جانب الطريق ومعظم الفنادق والمطاعم.
تُستخدم أنواع مختلفة من براعم الجبال البرية المعروفة بشكل جماعي في جميع أنحاء اليابان باسم سان ساي (خضروات جبلية) لتزيين الحساء وأطباق المعكرونة وهي من الأطعمة الشهية المرغوبة إلى حد ما في وادي إيا. وبالتالي، تميل هذه البراعم إلى النمو بشكل عشوائي في التضاريس الجبلية. ومع ذلك، كما هو الحال في أماكن أخرى من البلاد، نظرًا للتكلفة وصعوبة الإنتاج، فمن المحتمل أن يكون من الشائع في معظم المطاعم والفنادق المحلية تقديم (دون علم) خضروات سان سي المستوردة الأرخص، وعادة ما تكون من الصين. ومع ذلك، ينتج السكان المحليون خضروات سان سي لاستخدامهم الخاص وإذا كنت تقيم في نزل صغير أو منزل عائلي، فربما تتاح لك الفرصة لتذوق الشيء الحقيقي.
- اللحوم

في الماضي، كان الصيد وصيد الأسماك أمرًا شائعًا. ومع ذلك، لا يزال الخنزير البري والغزلان من الحيوانات الثمينة، ويمكن للصيادين/الصيادين القلائل الأحياء الآن بيع ما يجدونه في مجزرة الصيادين الجديدة، التي افتتحت في عام 2014، وتقع في هيجاشي إيا. ونتيجة لذلك، أصبحت هذه الطرائد البرية متاحة في بعض المطاعم والفنادق المحلية. تقليديًا، كان الصيادون المحليون يمتلكون أكواخًا في أعماق الجبال (لا يزال حوالي عشرة منها نشطة) حيث يتم أخذ فريستهم وذبحها، وإطعام كلاب الصيد، وشواء اللحوم ومشاركتها. وكان من الممارسات الشائعة تناول القطع الرئيسية نيئة.
يعتبر سمك السلمون المرقط النهري (أميجو) من الأطعمة الشهية الشعبية، ورغم أن البعض ما زال يصطاده، إلا أنه يتم تربيته بشكل أكثر شيوعًا من قبل عدد قليل من المفرخات المحلية. عادة ما يتم تغطية السمكة بالكامل بالملح، ثم يتم شواءها بعصا من الخيزران، ثم يتم تحميصها ببطء على الفحم.
سمكة الأميغو هي أيضًا المكون الرئيسي لطبق هيرارا ياكي، وهو طبق فريد من نوعه في وادي إيا. يتم طهي هذه الوجبة تقليديًا ببطء على حجر كبير مع نار، ولكن الآن يتم تحضيرها بشكل أكثر شيوعًا على صفيحة حديدية كبيرة. يتم تشكيل جدران سميكة من معجون ميسو (الميسو الأحمر والأبيض) في دائرة حول الحواف، وداخل مجموعة من الأسماك والبطاطس والتوفو والبصل والكونياكو يتم طهيها في مرق قائم على الساكي ينقع في الميسو المحيط. على الرغم من تحضيره عادةً في المهرجانات أو المناسبات الخاصة، فمن الممكن العثور على واحد في قائمة الطعام في بعض النزل والفنادق.
- المشروبات

لا يتم إنتاج الكحول محليًا بشكل قانوني. في حين أن البيرة شائعة، يفضل الجيل الأكبر سنًا الساكي، والرجال في منتصف العمر أكثر ميلًا إلى الشوتشو.
تُمارس آداب الشرب في إيا عادةً في مهرجانات الأضرحة والحفلات المنزلية والمآدب. يمتلك الشخص كوبًا صغيرًا خاصًا به يجب أن يستهلك منه أولاً كوبًا كاملاً "لكسره". ثم يمرر الشخص الكأس إلى جاره ويسكب له كأسًا (عادةً ما يكون من الساكي، ولكن يُسمح بأي نوع من الكحول أو حتى غير الكحول). يجب على الجار أن يشربه على الفور حتى يتمكن من إعادة الكأس. ثم يُسكب الكأس للشخص، ويجب عليه أن يشربه بسرعة قبل العودة. يستمر هذا التقاسم وتقديم الكؤوس ذهابًا وإيابًا بين شخصين طالما استمرت المحادثة، ثم ينتقلان إلى أشخاص آخرين في الغرفة. من المناسب مشاركة كوب واحد على الأقل مع كل شخص موجود في المناسبة، وهو ما يستغرق وقتًا طويلاً ويؤدي إلى تسمم شديد في التجمعات الكبيرة.
من الشائع أن يزرع السكان المحليون ويحمصون الشاي الخاص بهم، ويسمى بانشا، ويستخدم في المقام الأول للاستهلاك المنزلي. في كل ربيع، يتم قطف أصغر الأوراق وتحميصها وعصرها يدويًا وتجفيفها في الشمس على حصائر من القش توضع أمام المنازل. عند زيارة منزل، من الشائع تقديمه ساخنًا أو فاترًا.
- المهرجانات

تقام العديد من المهرجانات بأحجام مختلفة على مدار العام.
تستضيف معظم الأضرحة الشتوية المحلية مهرجاناتها للمنطقة المجاورة مرة أو مرتين في السنة وفقًا لتقاليدها الخاصة. في هذه الأحداث، غالبًا ما تتطلب العادات المحلية مجموعة من الرجال لحمل ضريح محمول صغير (70-150 كجم) حول أراضي الضريح، برفقة عازفي الطبول والأشخاص المتنكرين، وأحيانًا زوج من الأشخاص يلقون عصي الخيزران الطويلة. لكل ضريح وحي عاداته الخاصة (حتى أن واحدًا أو اثنين يجعلون الحاضرين يشاركون في السومو)، ولكن بسبب تضاؤل السكان، أصبحت هذه التقاليد أقل شيوعًا.
أكبر المهرجانات في الوادي هي المهرجانات الصيفية، واحدة في كل من نيشي-إيا وهيجاشي-إيا. تقام في أراضي المدرسة المتوسطة في عطلات نهاية الأسبوع قبل وبعد عطلة أوبون الوطنية (15 أغسطس) حيث إنه الوقت الذي يعود فيه أفراد الأسرة الذين انتقلوا بعيدًا للزيارة. هذه الأحداث مفتوحة للجميع وتشمل خيام الطعام والألعاب والعروض والألعاب النارية، لذا إذا كنت تزور المنطقة في هذا الوقت، اسأل حولك أو ابحث عن الملصقات الترويجية.
تُقام مسابقة يوكيغاسين (مسابقة قتال الكرات الثلجية) كل شهر يناير في هيغاشي إيا، وقد أصبحت حدثًا رئيسيًا في وقت لا يزور فيه الوادي سوى القليل من الناس. لا تعد هذه المسابقة حدثًا مفتوحًا للجميع فحسب، بل إنها تعتمد على العمل الجماعي، وغالبًا ما يتدرب المشاركون لشهور لتنسيق مهاراتهم في هذه الرياضة التي تخضع لقواعد صارمة. هناك عدة فئات للمشاركة، بما في ذلك دوريات الأطفال والنساء والرجال و"للمتعة فقط"، ويتأهل الفائزون بالحدث الرئيسي إلى المسابقة الوطنية التي تُعقد سنويًا في محافظة ناغانو.
- الهندسة المعمارية

تمتد قرى إيا الأصلية على طول جدران الوادي في مجموعات، ولم يتم بناء الطرق للاتصال بالطريق الرئيسي عند قاعدة الوادي إلا في الأربعين عامًا الماضية. تم بناء الطرق في العديد من القرى مؤخرًا في تسعينيات القرن العشرين.
يُطلق على أسلوب بناء المنازل التقليدي في وادي إيا اسم كايابوكي(منزل بسقف من القش، ويُطلق عليه أيضًا مينكا) ولا تزال العديد من الأمثلة على هذه المباني موجودة، على الرغم من إعادة استخدام تلك ذات القش المكشوف كنزل أو مطاعم أو مواقع تاريخية. نظرًا لأن قطع القش وتجميعه واستبداله يعد مسعىً يستغرق وقتًا طويلاً ومكلفًا، فقد تحولت معظم المنازل الشخصية إلى ألواح من الصفيح المموج لمنعه من التعفن. على الرغم من أن القش غير مرئي، فمن السهل رصد هذه المنازل على سفوح التلال من أسقفها السميكة عالية الانحدار. منذ الخمسينيات من القرن العشرين، تم خفض ميل سقف العديد من المنازل المسقوفة بالقش أو استبدالها بالكامل إما بالبلاط أو الصفيح المموج.
تاريخيًا، كان من الشائع أن يتكون موقع المنزل من ثلاثة مبانٍ: المنزل الرئيسي، والحظيرة، و"دار التقاعد"، وهو منزل أصغر ولكنه يعمل بشكل مستقل لأكبر أفراد العائلة سنًا. عندما يتوفى أحد الأجداد، ينتقل التالي إلى هذا المنزل.
تقع معظم المنازل الحديثة من ستينيات القرن العشرين فصاعدًا على طول جانب الطريق الرئيسي في الوادي وغالبًا ما يتم بناؤها بسقالات فولاذية ثقيلة بسبب نقص المساحة المسطحة.
تُصنع إطارات المنازل التقليدية من جذوع الصنوبر الأحمر الضخمة المتشابكة (أكاماتسو) أو خشب التنوب الياباني الجنوبي (تسوجا) للعوارض الأفقية والكستناء المربعة (كوري) للعوارض الرأسية. كلها متصلة من خلال الحرف التقليدية بدون مسامير، مما يسمح للخشب بالتمدد والانكماش مع الفصول. يعود تاريخ بعض أقدم أمثلة البناء إلى القرن السابع عشر. تُصنع الأساسات عادةً بالكامل من عوارض الكستناء نظرًا لقوتها العالية وخصائصها المضادة للتعفن، وتستقر عوارض القاعدة ببساطة على أكوام حجرية بحيث لا يتم تثبيت أي شيء فعليًا على الأرض (أي لا يوجد خرسانة أو زراعة عوارض).

## جسور الكروم
تشتهر وادي إيا بجسورها الفريدة من نوعها (والتي تسمى "كازوراباشي") فوق نهر إيا، والمصنوعة من عدة أطنان من كروم الأكتينيديا أرجوتي (الكيوي القوي) من الجبال المحيطة. في وقت ما كان هناك 13 منها، ولكن الآن لم يتبق سوى 3: جسر إيا نو كازوراباشي الرئيسي في نيشي إيا، وجسور أوكو إيا المزدوجة ("أوكو إيا نيجو كازوراباشي") الواقعة في أقصى نهاية هيجاشي إيا بالقرب من قاعدة جبل تسوروجي. يبلغ طول جسر إيا نو كازوراباشي الرئيسي 45 مترًا، وهو مصنف كممتلكات ثقافية شعبية ملموسة مهمة. يتم استبدال كرومه كل 3 سنوات وتعزيزه بكابلات فولاذية للسلامة.

## السياحة
الجزء الغربي من الوادي (نيشي-إيا) هو مكان سياحي مفضل بسبب جسر الكروم التاريخي (كازوراباشي) وحمامات الينابيع الساخنة في الفنادق الكبيرة. لا يذهب معظم السياح إلى أعماق أكبر بسبب الطريق ذي المسار الواحد الذي يفرض قيودًا على معظم الحافلات السياحية.
إن الأجزاء العميقة من الوادي في هيجاشي إيا أكثر حفظًا. درجات الحرارة معتدلة في الصيف مقارنة بمعظم أنحاء البلاد. وبصرف النظر عن جسر الكروم المزدوج الخلاب (أوكو-إيا كازوراباشي)، توجد قرى تاريخية ومنازل ذات أسقف من القش ومسارات مشي جبلية واسعة النطاق وواحدة من أقدم المنشآت الفنية في البلاد.

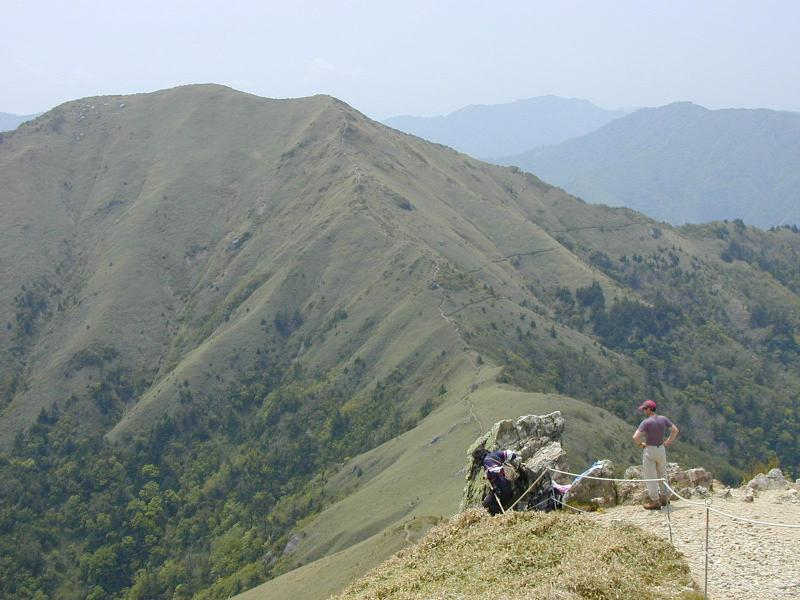
منظر إيا جيروجيو
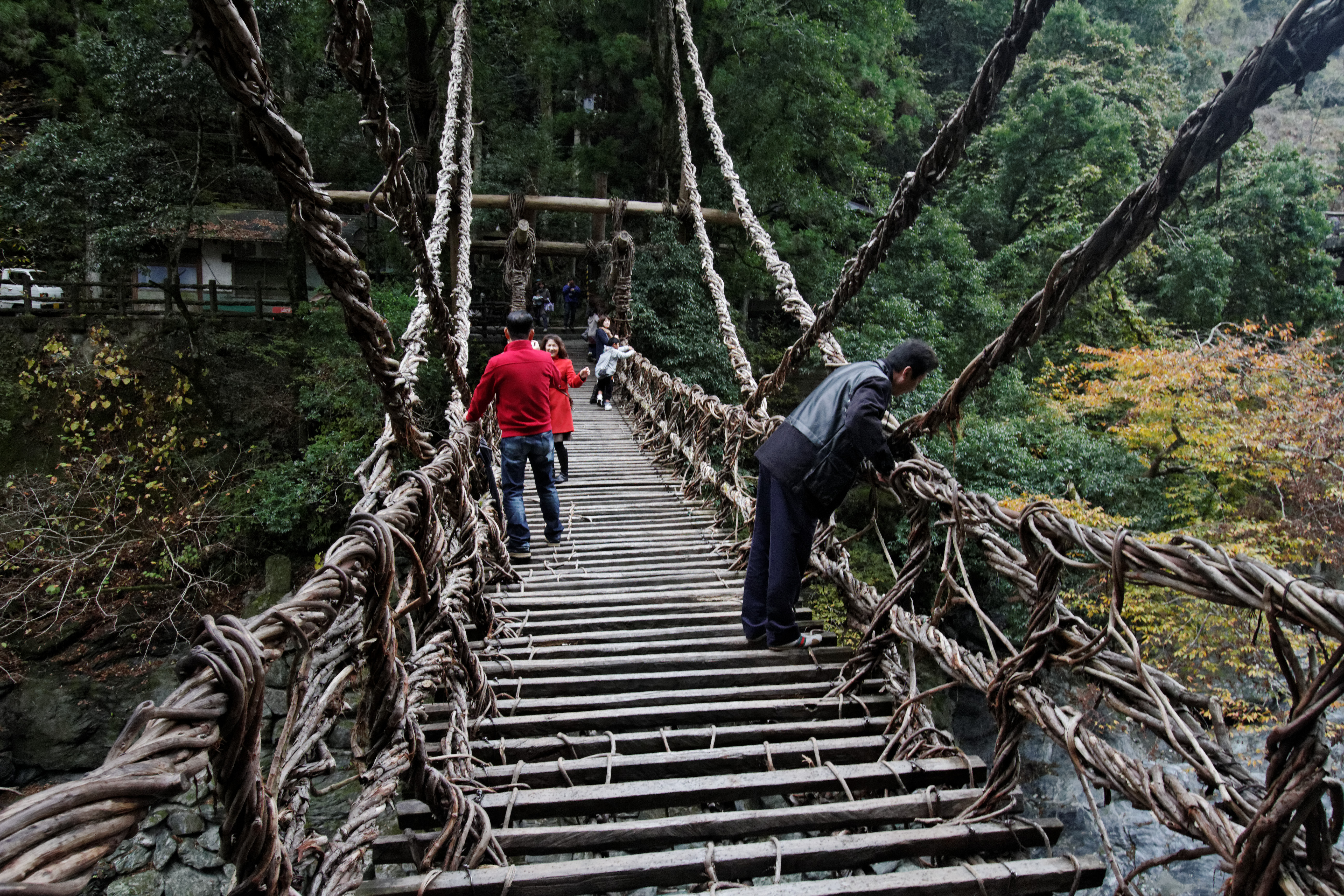
جسر كرمة إيا
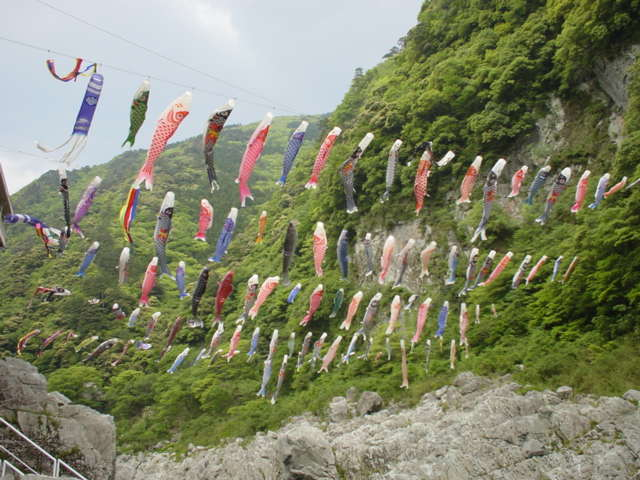
لافتة كوي تحلق فوق أوبوكي كوبوكي
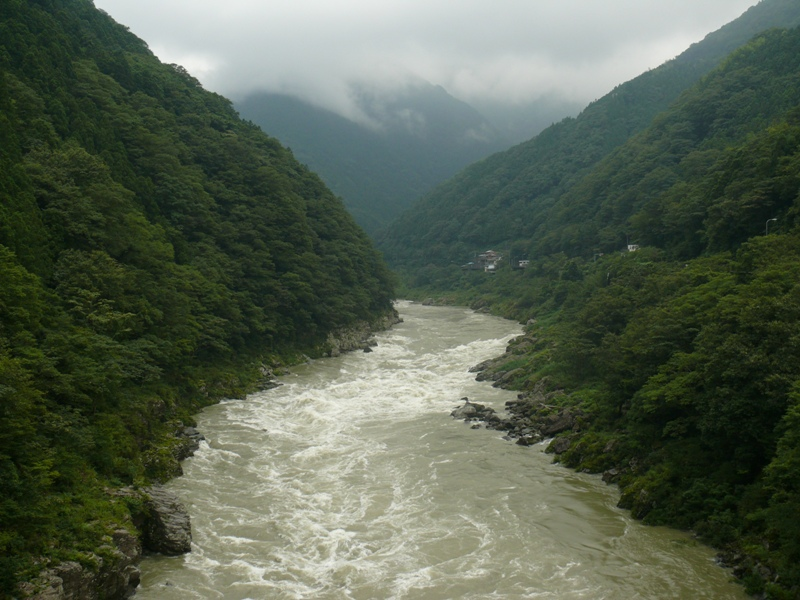
نهر يوشينو، في أوبوكي كوبوكي
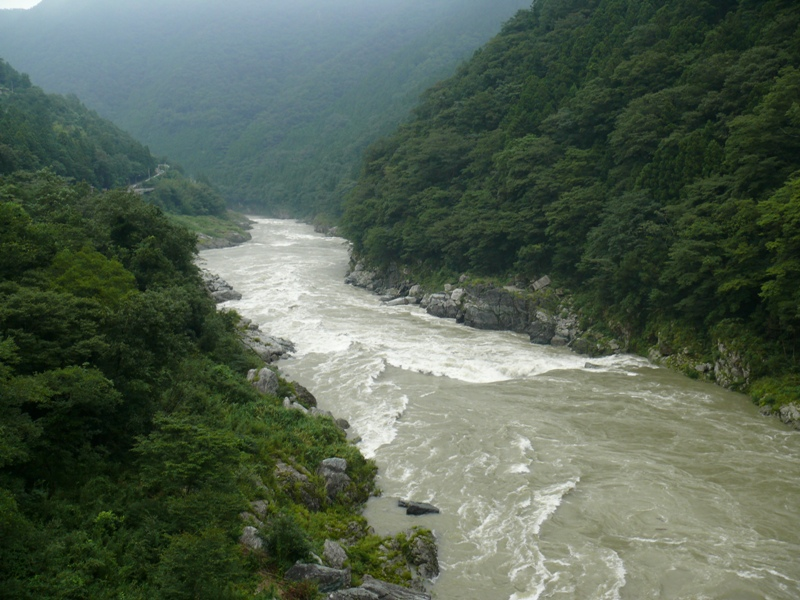
نهر يوشينو، في أوبوكي كوبوكي